# Fandangó (film, 1985)
A Fandangó (eredeti cím: Fandango) 1985-ben bemutatott amerikai vígjáték, Kevin Reynolds rendezésében, Kevin Costner, Judd Nelson, Sam Robards, Chuck Bush, Brian Cesak, Marvin J. McIntyre és Suzy Amis főszereplésével. Reynolds játékfilmes rendezői debütálása mellett, első főszerepében látható Kevin Costner (bár az 1983-ban készült Fegyvercsempészben is ő játszotta a főszerepet, de az csak 1989-ben került bemutatásra), és ez volt az addig főleg modellként ismert Suzy Amis bemutatkozó filmje is. A filmzenét többek között Alan Silvestri eredeti zenéje, valamint Pat Metheny és Lyle Mays dalai színesítik.
Az amerikai mozikban a Warner Bros. és az Amblin Entertainment mutatta be 1985. január 25-én, a DVD változat az Egyesült Államokban 2005. február 15-én jelent meg. Hazánkban VHS-en az InterVideo, DVD-n a Warner Home Video (Magyarország) jelentette meg.
A Fandangó az észak-amerikai főiskolákon és egyetemeken általános testvériségi és szövetségi élet (Greek life) egy paródiája, melyhez Reynoldsnak az alma materén, a Baylor Egyetemen eltöltött évei adták az ihletet. Apja Baylor elnöksége miatt nem kívánta kedvezőtlen fényben feltüntetni a baptista intézményt, ezért azt alternatív módon Texasi Egyetemnek nevezte el.
A televíziós sugárzásoknak és a házimozinak köszönhetően a Fandangó mára kultikus klasszikussá vált. Rajongók egy csoportja 2010 júliusában a forgatási helyszíneken ünnepelte meg a film 25. évfordulóját.

## Történet
A film 1971-ben öt texasi egyetemista utolsó közös útját követi, ünnepelve az „ifjúság kiváltságait,” miközben a diploma megszerzése előtt szembenéznek házassággal és a vietnámi háborúba való besorolással.

## Cselekmény
Gardner Barnes dartsot dobál egy volt barátnőjével készült közös fotóra, majd újra csatlakozik a földszinten zajló házibulihoz. Mielőtt lemegy, kettészakítja a képet. 1971. május 15-én a texasi Austinban, egy csapat hallgató ünnepel és arra várnak, hogy koccintsanak barátjukra a közelgő esküvője alkalmából. Gardner mellett a Frankók testvériség további tagjai a házasulandó Kenneth Waggener és Phil Hicks a stréber tartalékos tiszt. Phil szülei éppen időben érkeznek a testvériségi házhoz, hogy lássák, ahogy Lester Griffin, a közgazdaságtanból kitüntetéssel végzett egyik Frankó elájul (és a film nagy részében eszméletlen is marad). Továbbá találkoznak a csendes Dormannel is, aki lelkésznek készül.
Kenneth megérkezik és megszakítja a mulatságot azzal, hogy bejelenti, lefújta az esküvőt és hogy besorozták a vietnami háborúba. Gardner nem lepődik meg, örömmel és megkönnyebbüléssel árulja el, hogy a saját értesítésében az áll, hogy megvizsgálták a hallgatói halasztását és mivel 3 év alatt nem szerzett akadémiai fokozatot ezért őt is besorozták. Gardner úgy dönt, hogy a Frankóknak azonnal el kell indulniuk egy búcsúútra. Egész éjjel vezetnek és amikor megállnának, Gardner elhatározza, hogy sorozás előtti utolsó napjaikat azzal fogják megünnepelni, hogy a mexikói határnál kiássák Domot, akit egy korábbi kalandjuk alkalmával temettek el. Philip eltökélt, hogy el kell menniük Dallasba, Kenneth esküvőjére és ellenáll a folytatásnak, de Gardner végül meggyőzi. Ahogy haladnak, Kennethel beszélgetve Gardner kijelenti, hogy egyetlen nő sem érdekelte igazán és közben visszaemlékszik egy korábbi szerelmére.
Kifogy a benzin az autóból, és el kell dönteniük, hogy gyalog mennek tovább a legközelebbi városig, vagy felugranak egy vonatra. Phil ragaszkodik ahhoz, hogy ne hagyják hátra a kocsiját, amikor Gardner azt javasolja, hogy kötéllel fogják be a vonatot, amely épp az úttal párhuzamosan futó vasúti síneken közeledik. Dorman egy kerítéskábellel sikeresen rögzíti az első lökhárítót a vonat hátuljához, de az autó eleje leszakad, a jármű pedig a helyén marad. A Frankók eltolják az autót a legközelebbi kisvárosi szervizhez, ahol kénytelenek eltölteni az éjszakát. A behajtós büfénél Gardner flörtöl két lánnyal, akik felajánlják, hogy megmutatják a fiúknak a várost. Bár a lányok túl fiatalok a diplomásokhoz, Gardner ragaszkodik ahhoz, hogy velük töltsék az estét. Közösen elmennek játszani egy temetőbe, amit az egyik lány temetkezési vállalkozó apja működtet. Két csapatra oszlanak és tűzijátékot lövöldöznek egymásra. A csata közben egy elesett vietnámi háborús katona sírkövére bukkannak, és ahogy felrobbannak körülöttük a rakéták, Kenneth aggódni kezd a vietnámi bevonulás miatt. Gardner azt mondja barátjának, hogy nem kell mennie. Megemlíti, hogy elmenekülhetnek Kanadába, amit Philip elutasít. Végül az (1956-os) Óriás egykori forgatási helyszínén töltik az éjszakát.
Másnap reggelre megjavítják az autót egy másik gyártmányú modell elejével. Amint folytatják útjukat, Philip kifejezi dühét Gardner felé amiért feladja kötelezettségeit, és Kennethre, amiért lemondta az esküvőjét, mire Kenneth kiabálni kezd vele. Gardner bevallja, hogy sosem szerették Philt és csak azért hagyták velük lógni, mert sajnálták. Dühében a megalázott Phil kijelenti, hogy bármilyen kihívást vállal, hogy bebizonyítsa, nem majrés. Dorman meglátja egy ejtőernyős iskola tábláját, ahol kezdőknek adnak ugróleckéket. Gardner ráveszi a hippi oktatót, Truman Sparks-ot, hogy adjon nekik ingyenes leckét, és kihívja Philipet, hogy ugorjon ki egy repülőgépből. Bár tériszonya van, de beleegyezik az ugrásba, ha Kenneth és Gardner megígéri, hogy nem lógnak meg a bevonulás elől. 
Philip rettenetesen fél, de miután részt vett a rövid tanfolyamon felszáll Truman repülőgépére. A Frankók odalent észreveszik, hogy Trumanék az ejtőernyő helyett tévedésből egy zsák szennyest vittek fel. Kétségbeesetten próbálják figyelmeztetni őket, de nem járnak sikerrel és Philip kiugrik a gépből. Truman rádión keresztüli sokadik felszólítására, pillanatokkal a földet érés előtt, Philip ki tudja nyitni a hasán lévő vészernyőt és biztonságosan földet ér. Gardner és Kenneth odarohannak hozzá és bocsánatot kérnek a veszekedésük miatt. A Frankók kapnak egy fotót az erőfeszítéseikért, Phil pedig visszanyer valamennyit megsebzett büszkeségéből.
Miután eljutnak egykori kedvenc kocsmájuk elhagyatott, elszenesedett maradványaihoz, gyalog folytatják útjukat. Végül elérnek egy kilátóponthoz, amelyről látható a Rio Grande. Gardner elkezd ásni, és felfed egy palack Dom Pérignon pezsgőt. Mindenki kortyol belőle, majd egy sziklaszirtre kiállva Gardner pohárköszöntőt mond az "ifjúság kiváltságaira." Kenneth csüggedten fejezi ki sajnálatát az esküvő lemondása miatt. A szerelem természetén töprengve Gardner úgy dönt, hogy helyrehozza a dolgokat. Felhívja Debbie-t és ráveszi, hogy újra fogadja el az eljegyzést. Megszervezi, hogy Truman elrepítse a lányt Dallasból, hogy találkozzon velük. Némi csellel, emlékeztetve a kőleves történetére, Gardner és Philip egy gyönyörű meglepetés esküvőt szerveznek Kennethnek és Debbie-nek. Amikor Debbie megérkezik, kiderül, hogy ő volt Gardner korábbi barátnője, akire még mindig rendszeresen gondol. Kenneth izgatottan várja Debbie-t és összeölelkeznek amikor újra találkoznak. Aznap este a pár összeházasodik a város főterén. Kenneth hálás Gardnernak, aki az esküvő után még utoljára táncol egy fandangót Debbie-vel. A lány ad egy puszit Gardner arcára és elmegy. Phil nászajándékba a friss házasoknak adja az autóját. Lester elindul, hogy stoppoljon „bárhová.” Phil és Dorman pedig kezet ráznak, mielőtt elindulnának. Az ifjú házasok távozása után Gardner a város feletti domb tetején ülve nézi az esküvő kihúnyó fényeit, majd felemel egy üveg sört barátai tiszteletére.

## Szereplők
| Színész            | Szerep           | Magyar hang     |
| ------------------ | ---------------- | --------------- |
| Kevin Costner      | Gardner Barnes   | Schnell Ádám    |
| Judd Nelson        | Phil Hicks       | Lippai László   |
| Sam Robards        | Kenneth Waggener | Mikula Sándor   |
| Chuck Bush         | Dorman           | Felföldi László |
| Brian Cesak        | Lester Griffin   | Szokol Péter    |
| Marvin J. McIntyre | Truman Sparks    | Kerekes József  |
| Suzy Amis          | Debbie           |                 |
| E. G. Daily        | Judy             |                 |
| Glenne Headly      | Trelis           |                 |
| Stanley Grover     | Philip apja      |                 |
| Jane A. Johnston   | Philip anyja     |                 |
| Marco Perella      | Jester           |                 |
| Pepe Serna         | autószerelő      |                 |

## Forgatás
Az első fotózások 1983 áprilisában kezdődtek számos texasi helyszínen, beleértve Alpine-t, Austin-t, El Paso-t, Fort Davis-t, Lajitas-t, Marathon-t, Marfa-t, Monahans-t, Pyote-t, Pecos-t és San Elizario-t. A texasi Big Bend Ranch State Park (ahol Dom volt elrejtve) és az oklahomai Tulsa szintén kiemelkedő szerepet kapott a filmben.
A Fandangó ejtőernyős jelenetei képkockáról képkockára az 1980-as Proof című diplomafilmből származnak, melyet Reynolds a Dél-Kaliforniai Egyetem (USC) hallgatójaként készített. Ügynöke 1981-ben elküldte a 24 perces filmet az Amblin Entertainmentnek. Steven Spielberg megnézte és felajánlotta, hogy cégén keresztül segít megfinanszírozni egy egész estés változatot. Az Amblin eredetileg 1 millió dollárból, önállóan szerette volna elkészíteni a filmet, de később együttműködésre léptek a Warner Bros. Pictures-szel akik 7 millió dollárra emelték a költségvetést.
Reynolds az első kész vágás megtekintése során problémákat talált a forgatókönyvben. 1984 márciusában Spielberg négynapos kiegészítő forgatást engedélyezett számára.

## Bemutató
A Warner Bros. elhalasztotta a Fandangó 1984. szeptember 28-ra tervezett, korlátozott számban történő bemutatását, mert az akkor még ismeretlen szereplők miatt "kiadhatatlannak" találták a filmet. Végül 1985. január 25-én bemutatásra került és New Yorkban, huszonhét moziban 50 437 dollár bevételt ért el. Los Angelesben valamivel később, 1985. április 26-án tűzték műsorra. A film összesen közel 100 000 dollár bevételt hozott.

A film a „fandangó” szótári definíciójával kezdődik:
1. élénk, lassú vagy gyors ritmusú spanyol tánc, 3/4-es ütemben. 2. ennek a zenéje. 3. bolondozás.
A légi jelenetet melyben Truman Sparks Dallas belvárosának feltételezett háttere előtt repül, valójában Tulsa-ban, Oklahomában vették fel, 1984-ben, a Konföderációs Légierő segítségével, melynek főhadiszállása Texasban található. A stáblista a következő megjegyzést tartalmazza:
Külön köszönet Texas és Oklahoma államnak, valamint a Konföderációs Légierőnek a film elkészítésében nyújtott segítségükért.

## A hazai megjelenések
A Fandangóhoz készült magyar szinkron, de egyik kereskedelmi forgalomban megjelent kiadványra sem került fel. A magyar szinkronos változatot már több hazai tévécsatorna is vetítette.

### VHS
Magyarországon először 1989-ben jelent meg az InterVideo gondozásában. A kiadó, négy évig tartó működése alatt nagyságrendileg 1100 VHS filmet adott ki, melyek közül a magyar feliratos Fandangó volt a 308-ik. Ez a sorszám az InterVideo filmekre jellemzően, megtalálható a kazetta címkéjén is.
A film stáblistája után az alábbi tájékoztató szöveg olvasható:
A magyar változat kiadója az INTERVIDEO Nemzetközi Film- és Videogyártó, Forgalmazó Kft.
1072. Budapest, Lenin krt. 22.
A kiadásért felel: Dr. Bartha Ferenc ügyvezető igazgató.
A magyar változat elkészítésében közreműködtek:
A feliratokat Révész Anna írta.
Lektorok: Kónyi Judit, Polyánszky Piroska
Továbbá: Kiss Éva, Kári Erika
Imprimatur
Ez a műsoros videokazetta az INTERVIDEO stúdiójában készült.
A felirat elkészítésében közreműködött a QWERTY Műszer- és Számítástechnikai Gazdasági Munkaközösség

Engedélyszám: 100 905/1989. MM.
A film utáni tájékoztatót követően az alábbi magyar narrátoros előzetesek láthatók:
- Hegyek pokla (American Flyers)
- A fakó lovas (Pale Rider)
- Ölni szabad (Permission to Kill)
- Élni és halni hagyni (James Bond: Live And Let Die)

### DVD
A DVD kiadást a Warner Home Video (Magyarország) hozta forgalomba 2005. április 19-én. A magyar feliratot az SDI Media Group készítette.
A kiadvány paraméterei:
- Hangsávok: angol Dolby Digital 5.1, német Dolby Digital 1.0, spanyol Dolby Digital 1.0
- Feliratok: magyar, angol, német, spanyol, portugál, dán, finn, norvég, héber, cseh, horvát, szlovén, görög, török
- Képformátum: 1.85:1 (16:9)
- Játékidő: 87 perc (PAL)

A korongon, extraként megtalálható a film eredeti mozis előzetese.